# Sharp Relief
Sharp Relief is de twaalfde aflevering van het vierde seizoen van de televisieserie ER, die voor het eerst werd uitgezonden op 15 januari 1998.

## Verhaal
Dr. Weaver merkt op dat er verschillende SEH's gesloten worden in ziekenhuizen waar Synergix voor het zeggen heeft. Zij spreekt dr. West hierop aan en vertelt hem dat zij hierover zich zorgen maakt voor hun SEH, en zij begint zich zorgen te maken over de werkwijze van Synergix
Dr. Carter besluit om een tijd vrij te nemen om zo voor zijn neef Chase te kunnen zorgen. Chase is verslaafd aan heroïne en dr. Carter wil hem versneld af laten kicken. Hij krijgt onverwachts hulp van dr. Del Amico, zij heeft ervaring met verslaafden.
Dr. Ross neemt dr. Greene in vertrouwen over zijn plan om Hathaway ten huwelijk te vragen, en vraagt of hij zijn getuige wil zijn. 
Hathaway rijdt een dag mee met de ambulance en er ontstaat een klik tussen haar en ambulancemedewerker Greg Powell. Na een emotioneel gesprek kussen zij elkaar, Hathaway biecht dit op tegen dr. Ross. Dr. Ross is geschokt na het horen van dit nieuws en rent zijn huis uit. Ondertussen ontdekt Hathaway nog een oudere vrouw die verkracht is, de verdenking dat er een serieverkrachter actief is wordt steeds sterker.
Er ontstaat steeds meer spanningen tussen dr. Benton, dr. Corday en dr. Romano, dr. Benton en dr. Corday besluiten om samen wat te gaan drinken in een café om zo stoom af te blazen. Tijdens hun samenzijn ontstaat er iets moois tussen hen.
Dr. Anspaugh krijgt te horen dat de kanker terug is bij zijn zoon Scott. Jeanie Boulet besluit om Scott bij te staan, tot tevredenheid van dr. Anspaugh.

## Rolverdeling

### Hoofdrol
- Anthony Edwards - Dr. Mark Greene
- George Clooney - Dr. Doug Ross
- Noah Wyle - Dr. John Carter
- Jonathan Scarfe - Chase Carter
- Eriq La Salle - Dr. Peter Benton
- Laura Innes - Dr. Kerry Weaver
- Alex Kingston - Dr. Elizabeth Corday
- Maria Bello - Dr. Anna Del Amico
- Paul McCrane - Dr. Robert 'Rocket' Romano
- Clancy Brown - Dr. Ellis West
- John Aylward - Dr. Donald Anspaugh
- Trevor Morgan - Scott Anspaugh
- Dennis Boutsikaris - Dr. David Kotlowitz
- Gloria Reuben - Jeanie Boulet
- Julianna Margulies - verpleegster Carol Hathaway
- Deezer D - verpleger Malik McGrath
- Laura Cerón - verpleegster Chuny Marquez
- Lily Mariye - verpleegster Lily Jarvik
- Dinah Lenney - verpleegster Shirley
- George Eads - ambulancemedewerker Greg Powell
- Montae Russell - ambulancemedewerker Dwight Zadro

### Gastrol
- Dan Metcalfe - ober
- Roberta Bassin - Francine
- Claire Dunlap - Colby
- Mariska Hargitay - Cynthia Hooper
- Michele Morgan - Allison Beaumont

en vele andere